# Jelonek (Przysucha)
Pour les articles homonymes, voir Jelonek.
Jelonek (prononciation : [jɛˈlɔnɛk]) est un village polonais de la gmina d'Odrzywół, situé dans le powiat de Przysucha de la voïvodie de Mazovie, dans le centre-est de la Pologne.

## Géographie
Il se situe à environ 3 kilomètres au sud-est d'Odrzywół (siège de la gmina), 15 kilomètres au nord de Przysucha (siège de le powiat) et à 85 kilomètres au sud de Varsovie (capitale de la Pologne).

## Histoire
De 1975 à 1998, le village appartenait administrativement à la voïvodie de Radom.